# 霍爾特里塞特穹
72°5′S 12°22′E / 72.083°S 12.367°E
霍爾特里塞特穹（德語：Horteriset），是南極洲的穹丘，位於毛德皇后地的阿斯特里德公主海岸，處於魏普雷希特山脈以西24公里，由德國探險隊拍攝照片，現時由南極條約體系管理。